# Acariose
Ne doit pas être confondu avec Ascaridiose.
Pour un article plus général, voir Acari.
L'acariose est une maladie, souvent parasitaire, causée par un acarien. Du point de vue médical et vétérinaire, il est habituel de mettre à part, du fait de leur importance, les tiques, et l'on entend par « acarien », les « acariens non tiques ».
Les acariens forment un vaste groupe, hétérogène et cosmopolite, colonisant pratiquement tous les milieux, y compris ceux de conditions extrêmes. En 2017, 48 000 espèces sont décrites, et le nombre d'espèces existantes est estimé à un demi-million.
Les principaux acariens d'importance médicale ou vétérinaire sont le plus souvent présentés selon leur comportement biologique en relation avec les affections occasionnées, et non pas en fonction de leur classification phylogénétique.

## Types de nuisance
Les acarioses touchent l'Homme et presque tous les animaux d'élevage : mammifères, oiseaux, reptiles, abeilles... sauf les poissons. Toute acariose n'est pas forcément parasitaire, leur nuisance peut être indirecte, sans relation de parasitisme avec l'individu atteint, c'est le cas des acariens « détriticoles » qui vivent dans les végétaux en décomposition et dans les poussières de maison. Elles sont le fait d'ectoparasites temporaires, provoquant des réactions allergiques.
Les ectoparasites permanents peuvent être de surface. Leur comportement est principalement saprophage, ils se nourrissent de squames, sécrétions, micro-organismes et débris divers. Ils vivent sur les plumes d'oiseaux, les poils ou la fourrure des mammifères.
Les ectoparasites microprédateurs peuvent être piqueurs ou abrasifs de surface. Ils se nourrissent de lymphe, de débris tissulaires superficiels, d'autres sont hématophages stricts,.
Les ectoparasites profonds creusent la peau au niveau de la couche cornée (gales humaines et animales).
Les acariens endoparasites vivent dans les voies respiratoires, ou dans le conduit auditif.

## Principaux acariens pathogènes
De façon générale, directe ou indirecte, les acarioses se manifestent par des atteintes cutanées ou respiratoires. Des acariens peuvent être transmetteurs d'agents pathogènes (bactéries, virus, helminthes...).

### Allergies cutanées et respiratoires

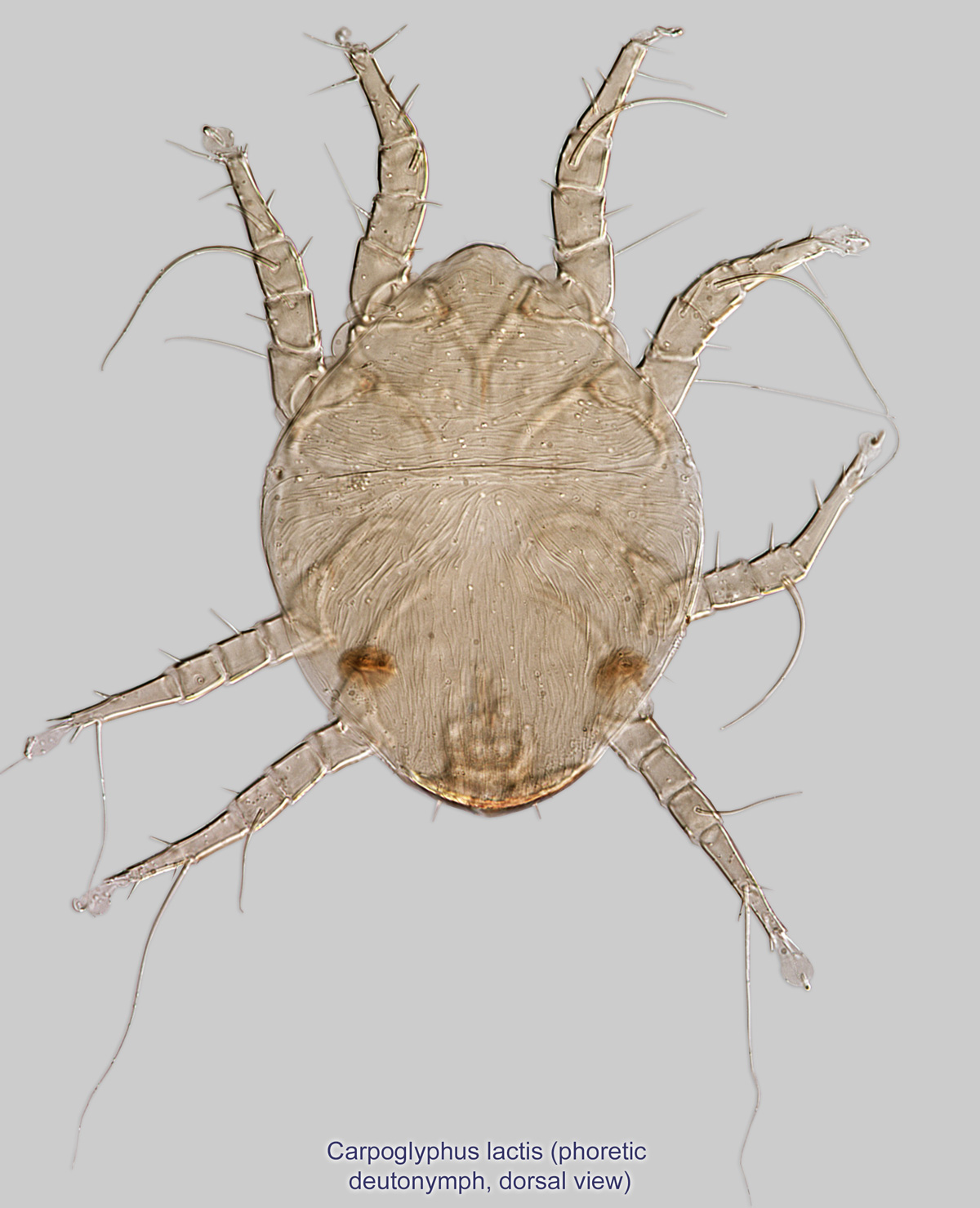
Carpoglyphus lactis qui peut provoquer une dermite allergique de contact aux personnes manipulant des produits alimentaires fermentés.

Ces allergies sont provoquées par des acariens de l'ordre des Astigmata et celui des Trombodiformes. Elles sont dues à des contacts répétés avec des excrétions, sécrétions d'acariens vivants ou des débris d'acariens morts. Elles peuvent se manifester comme une dermite de contact, une rhinite ou un asthme, et sont considérées comme des maladies professionnelles. Elles guérissent en quelques jours lors de la cessation du contact.
Les dermites les plus connues sont :
- la dermatite des boulangers, due à Acarus siro qui vit dans la farine, parfois sur le fromage.
- la dermatite des épiciers, due à Glycyphagus domesticus, qui vit dans les stocks de végétaux secs.
- De même, ont pu être décrites des dermatites à Tyrolichus casei (dans la vanille), à Tyroglyphus castellanii (dans le coprah), à Carpoglyphus lactis (dans les aliments fermentés acides), à Suidasia nesbitti (dans le blé), à Pyemotes ventricosus (dans le tabac, paille, fleurs séchées...), etc.

Ces affections ont été historiquement décrites sous le terme de « gales végétales », appellation abusive qui s'est maintenue au XXe siècle. Elles se présentent comme des démangeaisons, touchant les ouvriers qui manipulaient les produits agricoles dans les entrepôts.
Les allergies respiratoires sont dues à des acariens de la famille des Pyroglyphidae (ordre des Astigmata) qui vivent pour la plupart dans les nids d'oiseaux, et parfois dans les poussières de maison où ils se nourrissent des pellicules cornées qui desquament régulièrement de la peau humaine. Ces espèces sont nombreuses, et les principales sont Dermatophagoides pteronyssinus, D. farinae, et Euroglyphus maynei.
L'animal de compagnie peut présenter une allergie d'origine digestive, par ingestion d'acariens provenant de stocks alimentaires.

### Lésions cutanées et des phanères
Ces affections sont principalement vétérinaires, dues à des acariens qui exploitent les micro-habitats du plumage ou du pelage, sans forcément entrainer des dommages pour l'hôte.
Chez les oiseaux, certaines espèces (de l'ordre des Astigmata) occasionnent cependant des dermatites, et des baisses de rendement (élevage de poulets). Les espèces les plus communes appartiennent à la famille des Analgidae, des Proctophyllodidae et des Pterolichidae.
Chez les mammifères, les acariens de la fourrure appartiennent à l'ordre des Trombidiformes (famille des Cheyletidae, des Myobiidae) et aussi à celui des Astigmates. Les espèces les plus importantes du point de vue vétérinaire (causes de cheyletiellose)  sont Cheyletiella blakei chez le chat, C. yasguri chez le chien, et C. parasitovorax chez le lapin. L'infestation peut rester inapparente ou se manifester par un eczéma, un prurit, une chute des poils.

### Microprédateurs
Des acariens ectoparasites de surface sont des microprédateurs par action directe de leurs pièces buccales. Les principaux appartiennent à la famille des Trombiculidae, des Macronyssidae et des Dermanyssidae.

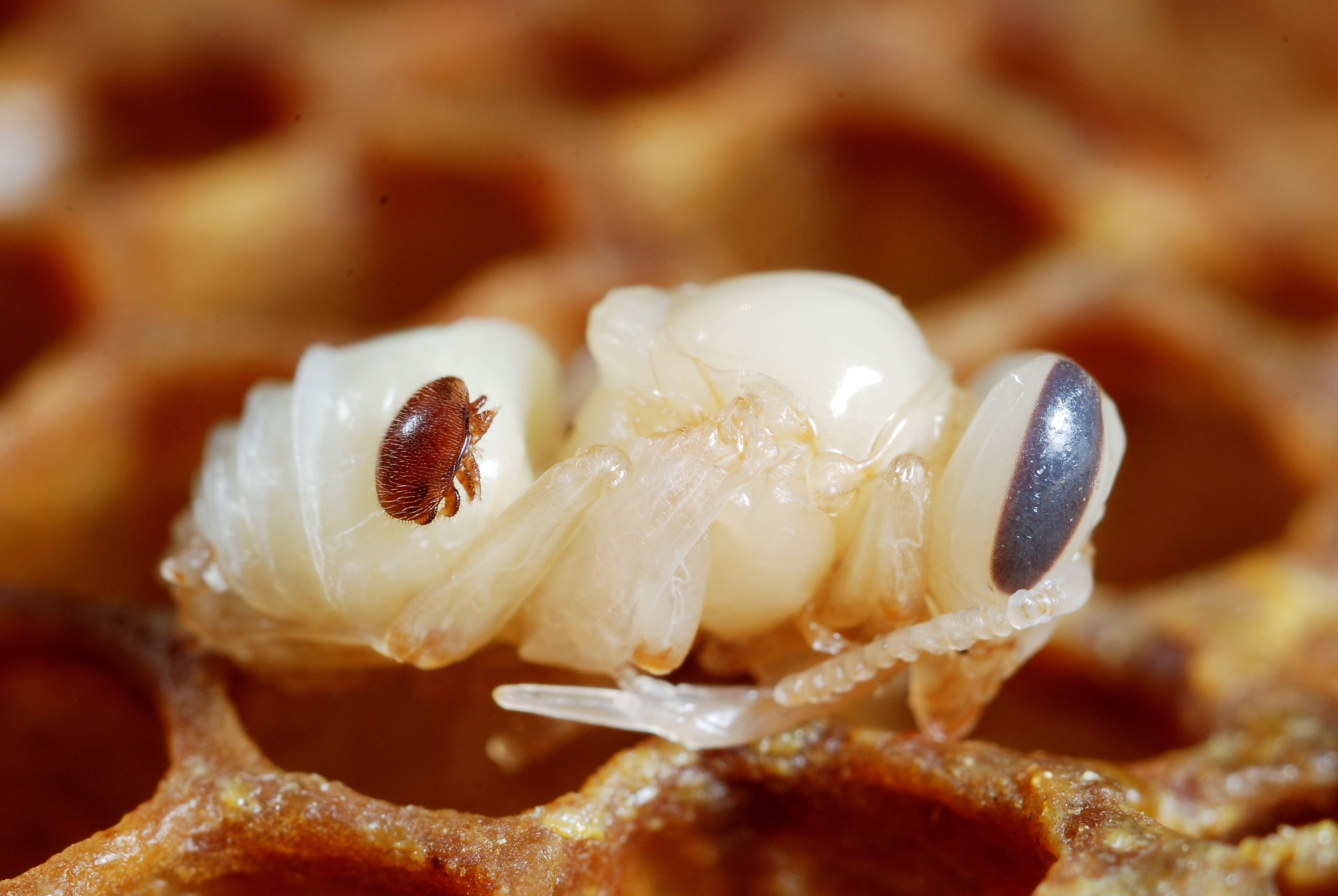
Varroa destructor sur une nymphe d'abeille.

Les Trombiculidae sont des acariens piqueurs qui se nourrissent de lymphe. En Europe, l'espèce principale est Trombicula autumnalis, connue sous les noms de rouget ou d'aoûtat (entre autres). La piqure peut entrainer des démangeaisons pouvant durer près d'une semaine, l'atteinte est appelée trombidiose. L'Homme, les mammifères domestiques et sauvages peuvent être atteints, plus rarement les oiseaux.
Les Dermanyssidae et Macronyssidae sont des hématophages stricts dans la plupart des cas. Les premiers sont surtout représentés par Dermanyssus gallinae, le pou rouge des poules qui prolifère dans les élevages de volaille, et en faible densité chez les oiseaux sauvages ; Liponyssoides sanguineus parasite les rongeurs domestiques, il peut s'attaquer à l'homme (comme hôte de substitution) après une action de dératisation dans une habitation.
Les Macronyssidae parasitent les rongeurs, chiroptères, oiseaux et reptiles, surtout chez les espèces en élevage ou péridomestiques.
Les acariens de la famille des Varroidae, tels Varroa destructor ou V. jacobsoni, sont des acariens qui se nourrissent de l'hémolymphe des abeilles. De même pour des espèces du genre Tropilaelaps, de la famille des Laelapidae laquelle peut parasiter aussi rongeurs, chiroptères insectivores et oiseaux.

### Gales

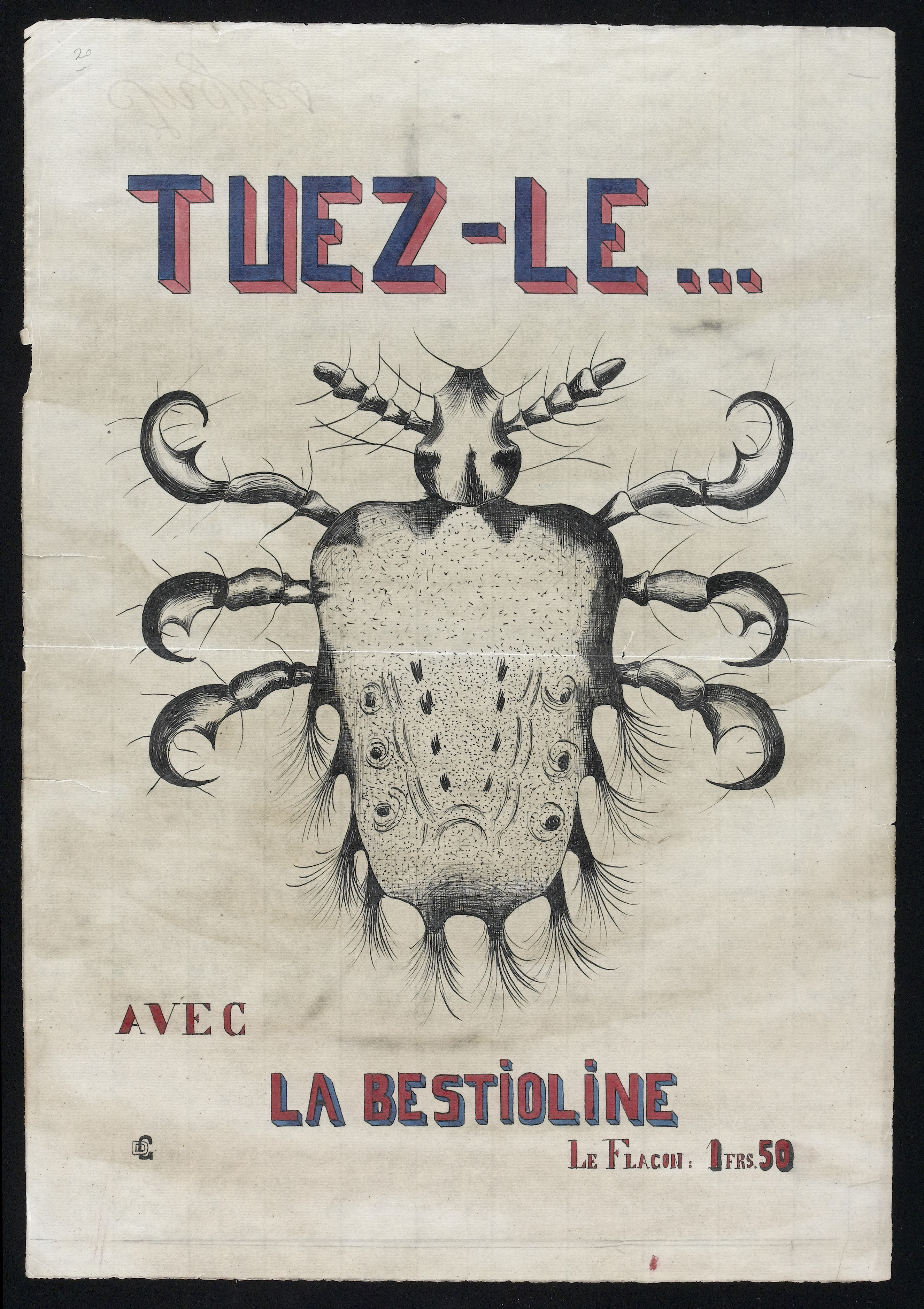
Publicité pour un remède contre la gale, années 1920-1929.

Les acariens qui creusent des galeries dans la couche cornée pour atteindre la lymphe et s'en nourrir sont les acariens de la gale humaine et des gales animales. L'agent de la gale humaine, dite gale sarcoptique, est Sarcoptes scabiei var. hominis.
Les autres gales sarcoptiques (des autres Mammifères) sont provoquées par d'autres sous-espèces : Sarcoptes scabiei var. canis (Chien), cati (Chat), bovis (Vache), ovis (Mouton), equi (Cheval), cameli (Chameau), etc... Les atteintes par sarcoptes sont appelées scabioses.
Les autres gales animales sont :
- la gale démocédique, due à un petit acarien du genre Demodex. Par exemple, la gale folliculaire du Chien est due à l'infestation des follicules pileux par Demodex canis ; Chez l'Homme, Demodex folliculinum est considéré comme saprophyte de la peau, mais dont le rôle pathogène est discuté (affection opportuniste).
- la gale psoroptique, à un acarien du genre Psoroptes qui parasite le bétail ;
- la gale chorioptique, à un acarien du genre Chorioptes, en particulier Chorioptes bovis ;
- la gale knémidokoptique, à un acarien de la famille des Knemidokoptidae, qui colonise les oiseaux. Par exemple, la gale déplumante des poules provoquée par Knemidocoptes laevis, la gale des pattes des poules provoquée par Knemidocoptes mutans ;
- la gale notoédrique, à un acarien du genre Notoedres, qui parasite de nombreux mammifères, le chat en particulier.

### Acariens endoparasites

#### Conduit auditif
Quelques espèces sont adaptées pour vivre dans le conduit auditif de divers mammifères. Le terme de gale auriculaire est parfois utilisé.
Chez le Chien et le Chat elle est due à Otodectes cynotis. Chez le lapin, elle est due à une espèce proche, Psoroptes cuniculi.
Chez les antilopes et bovins, il s'agit du genre Raillieta ; et chez le buffle et l'éléphant des genres Otonoetus et Loxanoetus.

#### Voies respiratoires
Cette forme de parasitisme affecte la plupart des vertébrés, des batraciens aux mammifères, et surtout les oiseaux. Les principaux genres appartiennent à la famille des Halarachnidae. Ces acariens vivent le plus souvent dans les fosses nasales, d'autres dans la trachée, bronches et poumons, sacs aériens des oiseaux, conjonctive (cul-de-sac conjonctival) des chauves-souris.

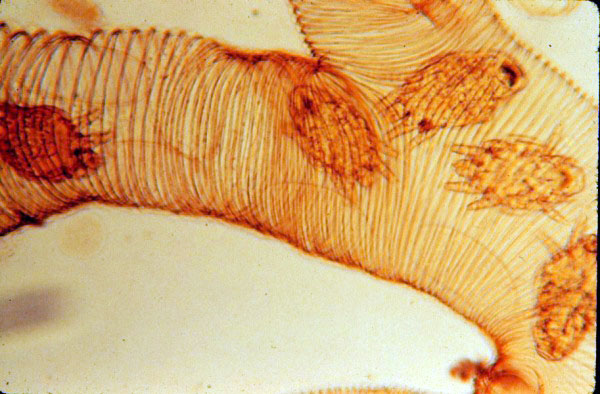
Acarapis woodi dans le système trachéal d'une abeille.

Ces principaux genres sont Halarachne, dans le pharynx des pinnipèdes ; Pneumonyssus, dans le poumon des singes et des damans ; Pneumonyssoides, dans les fosses nasales du chien.
Des acariens appartiennent à d'autres familles, comme celle des Rhinonyssidae (fosses nasales et appareil pulmonaire des oiseaux) ; Entonyssidae (trachée et poumons des serpents) ; Ereynetidae (trachée de batraciens, oiseaux et mammifères) ; des Trombiculidae au stade larvaire (fosses nasales des reptiles, oiseaux et mammifères).
En règle générale, ce parasitisme reste asymptomatique, ou à manifestations mineures. Mais selon les circonstances, des cas d'infestations sévères peuvent survenir. Par exemple affaiblissement et sinusite chez le chien (par Pneumonyssoides caninum) ; bronchopneumopathies graves dans les élevages de canaris et de perruches (par Sternostoma tracheacolum).
En apiculture, l'acarien Acarapis woodi, de la famille des Tarsonemidae, joue un rôle important, car il envahit le système respiratoire des abeilles.

## Agents pathogènes transmissibles par acariens (non tiques)
Plusieurs espèces d'acariens (non tiques), piqueurs et hématophages, jouent un rôle de réservoir et de vecteur de bactéries chez l'homme (typhus des broussailles et rickettsiose vésiculeuse), et aussi de virus chez l'animal. Des acariens vivant dans le sol peuvent être hôtes intermédiaires de vers cestodes parasitaires du bétail.

### Chez l'Homme
En Extrême-Orient, la bactérie Orientia tsutsugamushi (ou Rickettsia Orientalis), agent du typhus des broussailles ou fièvre fluviatile du Japon, est transmise par plusieurs espèces de Trombicula, apparentées à l'aoûtat européen.
Les espèces vectrices sont Trombicula akamushi (Japon), T. pallidum (Japon), T. deliense (Pakistan, Asie du Sud-Est, Indonésie, Australie), T. flescheri (Asie du Sud-Est, Indonésie et Malaisie), T. arenicola (Malaisie), T. pavlovskyi (Sibérie).
Ces trombicula parasitent surtout les petits rongeurs (comme Muridae et Microtidae), accessoirement les marsupiaux, primates et animaux domestiques.
L'acarien Liponyssoides sanguineus, un Dermanyssidae, parasite les rongeurs domestiques, et peut occasionner des petites épidémies en milieu urbain de rickettsiose vésiculeuse, due à Rickettsia akari,.

### Chez l'animal
L'acarien Ornithonyssus bacoti, un Macronyssidae, qui parasite les rongeurs sauvages, est un vecteur de la filaire Litomosoïdes carinii. Il peut piquer les animaux domestiques et l'homme.

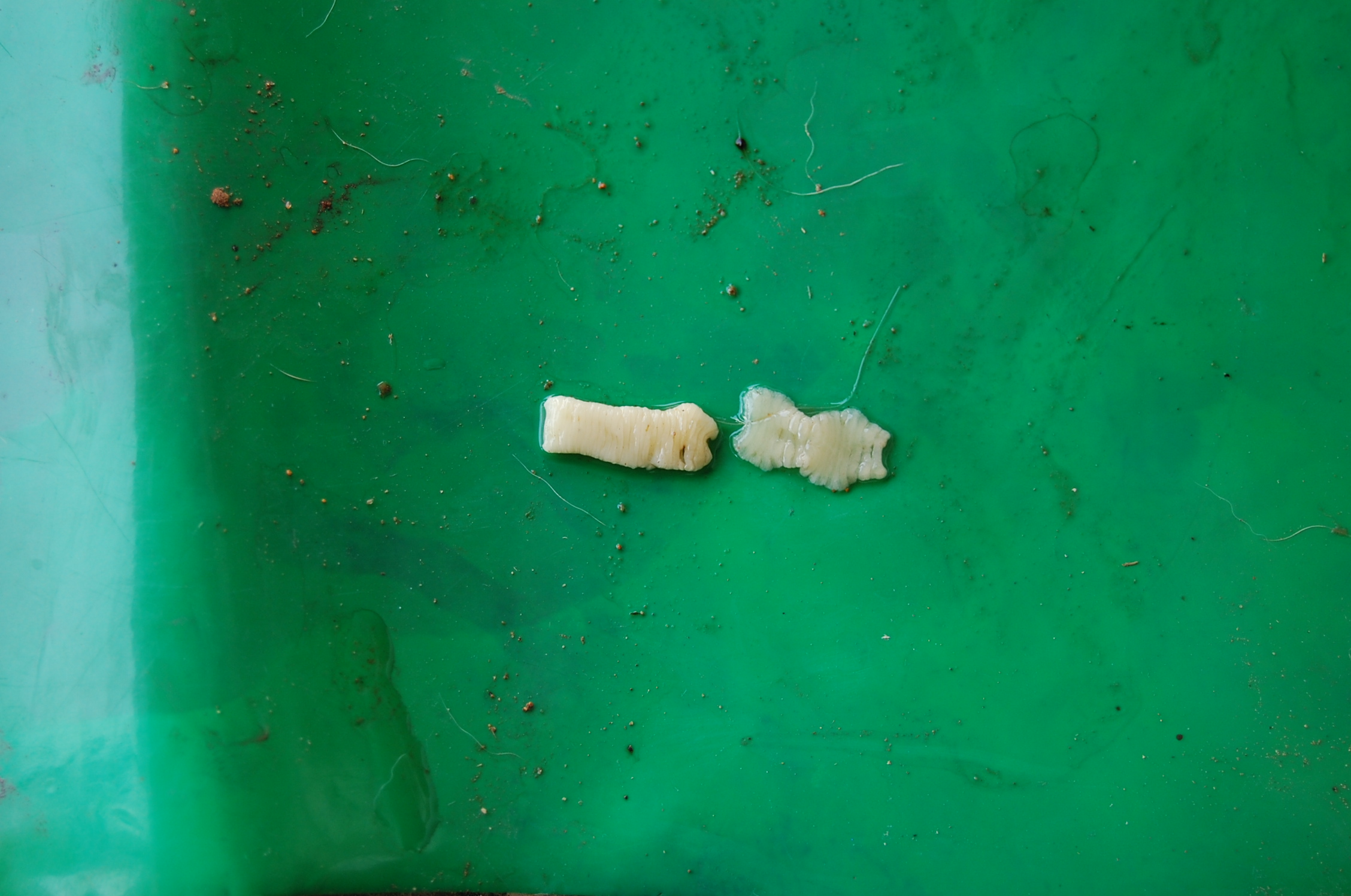
Deux groupes d'anneaux du « ver solitaire » du mouton, un cestode du genre Moniezia.

Laepidela echidnius qui parasite les rats, est le vecteur d'un protozoaire sanguin Hepatozoon muris (appartenant aux Apicomplexa).
Dermanyssus gallinae ou « pou rouge » qui parasite les volailles, serait aussi réservoir et vecteur de salmonelles dans les élevages de volaille.
Varoa destructor qui parasite les abeilles, est vecteur de plusieurs virus dont le SPV (Slow Paralysis Virus, virus de la paralysie lente) et le DWV (Deformed Wing Virus, virus des ailes déformées) suspectés de jouer un rôle dans le syndrome d'effondrement des colonies d'abeilles.
Les acariens Oribates font partie de la mésofaune du sol, le plus souvent détritivores. Ils peuvent être hôtes intermédiaires de cestodes parasites de ruminants. En particulier les cestodes du genre Moniezia chez le bétail.
Différentes espèces d'Oribates peuvent abriter d'autres cestodes chez d'autres mammifères : cestodes du genre Bertiella chez les primates, et du genre Cittotaenia chez les lagomorphes et rongeurs.